# EDRPOU编号
EDRPOU编号（烏克蘭語：Код ЄДРПОУ，羅馬化：Kod EDRPOU）是乌克兰于1996年建立的乌克兰企业和组织国家统一登记册中法人实体的唯一识别号。
EDRPOU编号的分配由司法部在EDR条例管理部门和国家统计局的技术支持下根据乌克兰企业和组织国家统一登记册中的识别号转移程序进行。

## 应用
分配EDRPOU编号的最终目标是观察有关经济实体的活动类型、创建、重组（合并、分割、转型）和清算的结构性变化。
根据EDRPOU法规，法人实体也在法人、个体企业和非营利组织的国家统一登记册中注册。在乌克兰经济体系中，两种登记册共存。
EDRPOU强制应用于商业实体的所有类型的报告和会计文件，并在其橡皮图章和印章上注明。企业（组织）的所有文件中——行政、财务或其他文件中，必须标注EDRPOU字样及对应编号。
EDRPOU编号由8位十进制数组成。有一种算法可以校验编号。

## EDRPOU编号的有效期
法人实体注册期间的代码分配由自动化系统根据以下算法进行：
1. 自动化EDR系统发送请求以从EDRPOU自动化系统接收未分配的数字编号
2. 自动化EDRPOU系统在5天内分配、预留并发送编号到自动化EDR系统
3. 当用户执行注册操作时，自动化EDR系统会向EDRPOU发送一个预留的编号
4. 当EDRPOU收到注册数据时，将检查编号是否已包含在预留列表中

EDRPOU编号唯一，且在其存在的整个周期内由编号对应的经济实体留存。

## 相关词条
- 法人

## 引文
1. ↑  .   [2024-10-14]. （原始内容存档于2022-05-16） （乌克兰语）.
2. ↑  . 2014-06-28  [2022-02-18]. （原始内容存档于2021-04-28） （乌克兰语）.
3. ↑  .   [2016-09-20]. （原始内容存档于2016-09-27） （乌克兰语）.